# سیارک ۱۸۷۴۹
سیارک ۱۸۷۴۹ (به انگلیسی: 18749 Ayyubguliev، نامگذاری:1999GA8) هجده هزار و هفتصد و چهل و نهمین سیارک کشف شده‌است که در ۹ آوریل ۱۹۹۹ کشف شد.
قدر مطلق سیارک برابر ۶.۸ است.